# Abdurrahman Wahid
Abdurrahman Wahid, nato Abdurrahman Addakhil (Jombang, 7 settembre 1940 – Giacarta, 30 dicembre 2009), è stato un politico indonesiano, Presidente dell'Indonesia dal 20 ottobre 1999 al 23 luglio 2001.
Intellettuale musulmano, fu storico oppositore di Suharto cui subentrò alla presidenza del paese, un anno dopo la sua deposizione.
Era noto popolarmente come Gus Dur, dove Dur è un diminutivo del suo nome proprio e Gus è una sorta di titolo che sta ad indicare che si è figli di un maestro islamico (kyai).

## Biografia
Nato in una prestigiosa famiglia islamica giavanese (il padre fu Ministro degli affari religiosi dal 1949 al 1952), frequentò scuole islamiche in patria e poi si laureò in Egitto, all'Università al-Azhar approfondendo poi i suoi studi tra Iraq, Paesi Bassi, Francia, Germania e Canada.
Dopo le prime elezioni democratiche dal 1955, nel 1999 venne eletto presidente subentrando a Jusuf Habibie, ad un anno dalle dimissioni di Suharto. Sotto la sua presidenza si avviò la liberalizzazione della vita politica e intellettuale del paese e si alleviò la crisi di Timor Est. Le sue precarie condizioni di salute (diversi attacchi cardiaci e seri problemi alla vista) unite ad un approccio giudicato troppo morbido sia nel fronteggiare la crisi economica che i conflitti interni, portarono alla sua destituzione nel luglio 2001, motivata da accuse di corruzione che aprirono la strada al vicepresidente Megawati Sukarnoputri.
Abdurrahman Wahid fu leader della Nahdlatul Ulama ("Risveglio ʿulamāʾ"), organizzazione socio-religiosa fondata dal padre, in reazione alla Muhammadiyah, per riformare l'islam indonesiano in senso più ortodosso.
Nel 2007 promosse una conferenza sull'Olocausto a Bali, in risposta alla Conferenza internazionale sull'Olocausto tenutasi l'anno prima a Teheran a sostegno delle teorie revisioniste di Mahmud Ahmadinejad. A Bali convennero ebrei, cattolici e musulmani per sostenere la veridicità dell'Olocausto.